# Megaprofil
Megaprofil este o companie producătoare de profile metalice din România. Compania este cel mai mare producător de profile metalice de pe piața locală. Megaprofil este deținută de grupul belgian Joris Ide. Compania a intrat în România în anul 2001 și deține în România 14 linii de producție, amplasate în localitățile Buziaș, Ploiești și Iași, unde produce profile metalice pentru construcții, țiglă metalică și accesorii pentru acoperișuri, panouri sandwich, precum și profile de înaltă rezistență pentru acoperișuri și profile galvanizate.
Cifra de afaceri în 2007: 53 milioane Euro